# Neoescobaria
Neoescobaria é um género botânico pertencente à família das orquídeas (Orchidaceae).